# Liftarens guide till galaxen (film)
Liftarens guide till galaxen (originaltitel: The Hitchhiker's Guide to the Galaxy) är en brittisk-amerikansk film från 2005 i regi av Garth Jennings.

## Handling
Bara sekunder innan jorden blir demolerad av ett utomjordiskt byggföretag dras jordmänniskan Arthur Dent av planeten av sin kompis Ford Prefect, en journalist som håller på att skriva en ny version av Liftarens Guide till Galaxen.

## Om filmen
Liftarens guide till galaxen är regisserad av Garth Jennings. Filmen är baserad på Douglas Adams radioserie och roman Liftarens guide till galaxen. Boken hade varit tänkt att filmatiseras  i över 20 år innan det till sist blev av. Historien hade däremot kommit ut i form av en BBC-TV-serie år 1981 av Alan JW Bell.

## Rollista (urval)
- Martin Freeman - Arthur Dent
- Sam Rockwell - Zaphod Beeblebrox
- Mos Def - Ford Prefect
- Zooey Deschanel - Trillian
- Warwick Davis - Marvin
- Alan Rickman - Marvin (röst)
- Stephen Fry - berättarröst/guidens röst
- John Malkovich - Humma Kavula
- Bill Nighy - Slartibartfast
- Anna Chancellor - Questular Rontok
- Helen Mirren - Deep Thought (röst)
- Richard Griffiths - Jeltz (röst)
- Thomas Lennon - Eddie the Computer (röst)
- Bill Bailey - Valen (röst)
- Mak Wilson - Vogon Interpreter (röst)
- Kelly Macdonald - Jin Jenz Reporter
- Jason Schwartzman - Gag Halfrunt
- Edgar Wright - Deep Thought Tech
- Simon Jones - Magrathea Video Recording